# Harry Kendall Thaw
Harry Kendall Thaw (12 de febrero de 1871 - 22 de febrero de 1947) fue un multimillonario estadounidense, hijo y heredero de William Thaw Sr., barón del carbón y del ferrocarril de Pittsburgh. Se hizo tristemente famoso en 1906, cuando su manifiesta inestabilidad mental le llevó a asesinar en la azotea del Madison Square Garden, delante de cientos de testigos, al renombrado arquitecto Stanford White, a quien culpaba de haber arruinado la vida de su esposa, la actriz Evelyn Nesbit, con la que Thaw se había casado en 1905. 
El asesinato y el subsiguiente proceso judicial fueron objeto de un desaforado seguimiento por parte de la prensa sensacionalista, que llegó a calificarlo como "el juicio del siglo". Finalmente, Thaw cumplió siete años de reclusión en una institución mental, antes de quedar en libertad tras conseguir que se revertiera la sentencia. 

## Primeros años
Harry Thaw nació en 1871 en Pittsburgh. Era hijo del barón del carbón y del ferrocarril William Thaw, Sr. y de su segunda esposa, Mary Sibbet (Copley) Thaw. Thaw Sr. fue padre de once hijos de sus dos matrimonios. Harry tuvo cinco hermanos: Margaret (nacida en 1877), Alice Cornelia (nacida en 1880), Edward (nacido en 1873) y Josiah (nacido en 1874). El quinto hermano, nacido un año antes de que Harry, murió accidentalmente en infancia, asfixiado por el peso de su madre mientras dormía cuando era un bebé. La madre de Thaw era conocida por su manera de maltratar a los criados, y por sus episodios de ira incontrolada.
Durante su niñez, padeció ataques de insomnio, rabietas, y sobre todo, un pronunciado balbuceo, una forma de expresión que conservó en la edad adulta. A pesar de ser un pésimo estudiante, como hijo de William Thaw, se le concedió la admisión en la Universidad de Pittsburgh. Después de unos años, usó su nombre y estatus social para ingresar en el Harvard College.
Posteriormente se jactó de haber estudiado póquer en Harvard. Según se dice, encendía cigarros con billetes de cien dólares, pasaba la mayor parte de su tiempo cortejando mujeres jóvenes, y en 1894, llegó a perseguir a un taxista por la avenida de Cambridge con una escopeta porque pensaba que le había engañado por 10 céntimos con el cambio. Posteriormente, se defendió asegurando que la escopeta estaba descargada. Finalmente, fue expulsado de Harvard por sus "prácticas inmorales", así como por amenazar a los profesores y a otros alumnos.
Su padre, en un intento de acabar con los excesos de su hijo, limitó su pensión mensual a 2500 dólares (en cualquier caso, todavía una asignación muy cuantiosa), pero murió en 1893, dejándole en su testamento 3 millones de dólares a Harry, por entonces con 22 años de edad. Su madre aumentó su pensión mensual a 8000 dólares, concediéndole todo tipo de caprichos y disculpando sus impulsos sexuales sádicos. Finalmente acabaría heredando una fortuna estimada en unos 40 millones de dólares.
Durante años, su madre y un equipo de abogados se dedicaron a proteger a Thaw del escándalo público que deshonrase el nombre de la familia. Las compensaciones monetarias se convirtieron en el método habitual de asegurar el silencio. Un ejemplo notorio ocurrió en un hotel de Londres, donde supuestamente engañó a un incauto botones, a quien obligó a introducirse desnudo en una bañera para azotarlo con un látigo. Thaw pagó 5000 dólares para mantener oculto el incidente.
Con una enorme cantidad de efectivo a su disposición, atravesó repetidamente Europa a un ritmo frenético, frecuentando toda clase de burdeles, donde su placer consistía en sujetar a las prostitutas con esposas y otros dispositivos de sojuzgamiento. En París, en 1895, organizó una fiesta extravagante, que supuestamente costó unos 50.000 dólares, atrayendo la atención de la prensa. Los asistentes fueron Thaw y 25 de las prostitutas más bellas que pudo reunir. Una banda militar fue contratada para proporcionar entretenimiento musical. Las marchas de John Philip Sousa fueron sus piezas favoritas de la fiesta, ya que "levantaron el techo del lugar". Cada una de las bellezas parisinas encontró un regalo único al final de la comida: el postre consistía en unas copas de licor, cada una con una pieza de joyería de 1000 dólares sujeta en su pie.
Mostrando las habilidades clásicas de un sociópata experto y manipulador, Thaw era capaz de mantener el lado más siniestro de su personalidad bajo control cuando esto se ajustaba a sus propósitos. Tenía la facultad, cuando era necesario, de impresionar a los demás dando la impresión de ser alguien amable y cariñoso. El término "playboy" entró en la lengua popular, según se afirma, inspirado en el propio Thaw, en una vívida imagen del estilo de vida que persiguió con tanto ahínco.

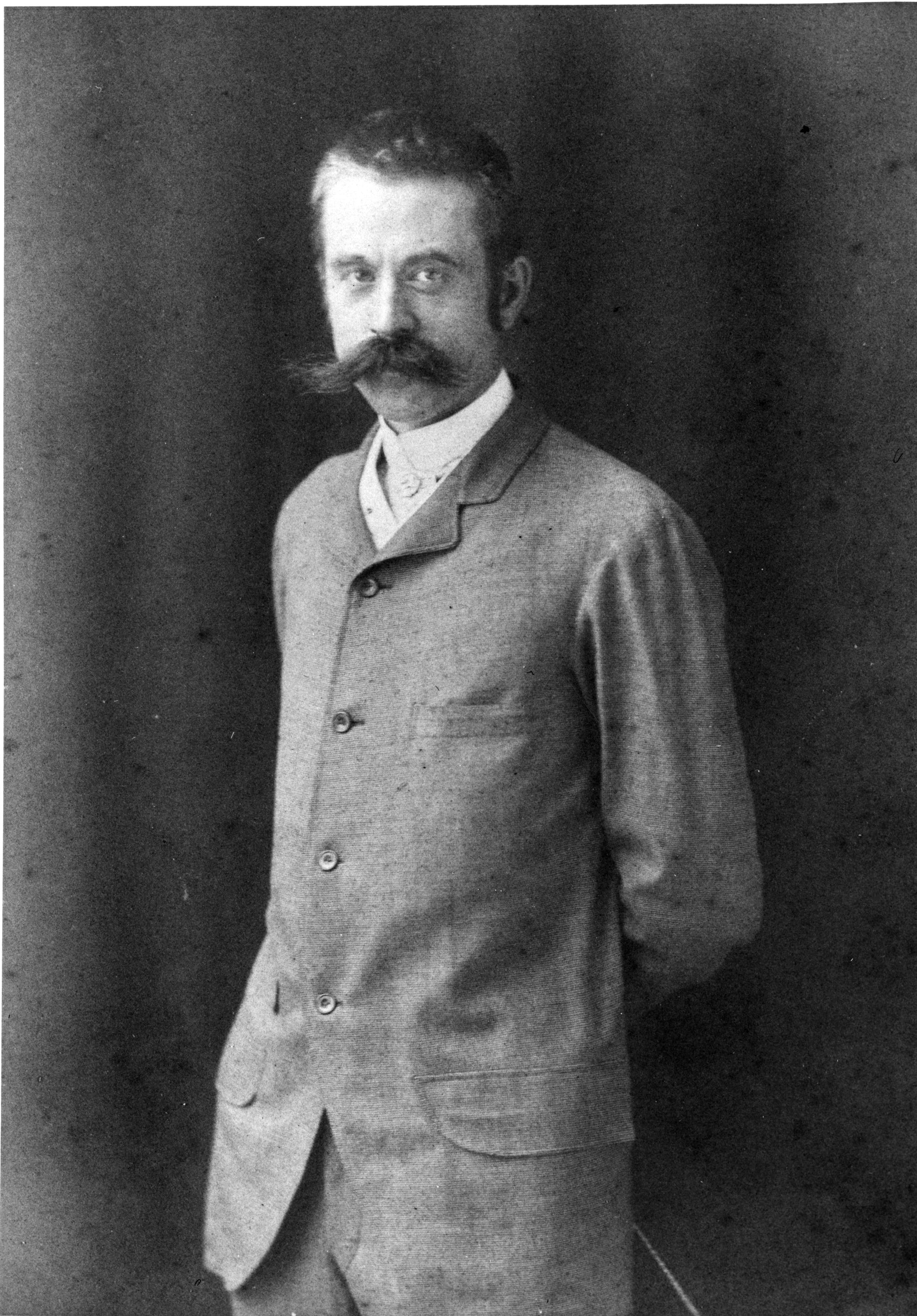
Stanford White en 1895

## Obsesión con Stanford White
Después de su expulsión de Harvard, la esfera de actividad de Thaw alternó entre Pensilvania y Nueva York. En Nueva York, Thaw estaba decidido a colocarse entre los privilegiados que copaban la cima de la alta sociedad, ocupando el lugar que consideraba que le correspondía por derecho. Sin embargo, sus solicitudes para ser admitido en los clubes de élite de la ciudad (el Club Metropolitano, el Club Century, el Club Knickerbocker, o el Club Players) fueron rechazadas. Su membresía en el Union League Club de Nueva York fue revocada de manera fulminante cuando subió a caballo por las escaleras de la entrada del club, un "comportamiento que no corresponde a un caballero". Thaw estaba convencido de que todos estos desaires se debían directa o indirectamente a la intervención del destacado miembro de la alta sociedad de la ciudad, el alabado arquitecto Stanford White, quien no aceptaría su entrada en estos clubes exclusivos. El narcisismo de Thaw se rebeló ante tal estado de cosas y encendió una animosidad virulenta contra White. Este fue el primer incidente identificable en una larga cadena de presuntas ofensas contra Thaw, quien mantuvo la certeza inquebrantable de ser víctima de las maniobras orquestadas por White.
Un segundo incidente fomentó la obsesión paranoica de Thaw contra White. Una bailarina ofendida, a quien Thaw había insultado públicamente, se vengó de él cuando saboteó una lujosa fiesta que Thaw había planeado, secuestrando a todas las invitadas y llevándoselas a otra fiesta organizada en la Torre propiedad de White. Obstinadamente ignorante de la verdadera causa de la serie de acontecimientos, Thaw culpó una vez más a White de arruinar sus planes. La humillación de Thaw se completó cuando el episodio saltó a las columnas de chismorreos de los periódicos, donde se comentaba que su grupo de invitados acusó una evidente ausencia de "chicas de ojos grandes".
La realidad era que Thaw admiraba y a la vez odiaba el estatus social de White. Más significativamente, reconoció que ambos compartían una pasión por estilos de vida similares. Sin embargo, White, a diferencia de Thaw, podía seguir su vida sin censura, y aparentemente, con total impunidad.

## Consumo de drogas
Varias fuentes documentan que Thaw consumía drogas de forma habitual después de su expulsión de Harvard. Se inyectaba grandes cantidades de cocaína y morfina, mezclando ocasionalmente las dos drogas en una inyección conocida como speedball. Se sabía que también usaba láudano; en al menos una ocasión se bebió un frasco lleno de un solo trago. Su esposa, Evelyn Nesbit, relató que "Un día. . . encontré una pequeña caja de plata de forma oblonga, de aproximadamente dos pulgadas y media de largo, que contenía una jeringa hipodérmica. . . Le pregunté a mi marido para qué servía y él me dijo que había estado enfermo, y como excusa, me aseguró que se había visto obligado a tomar cocaína".

## Evelyn Nesbit

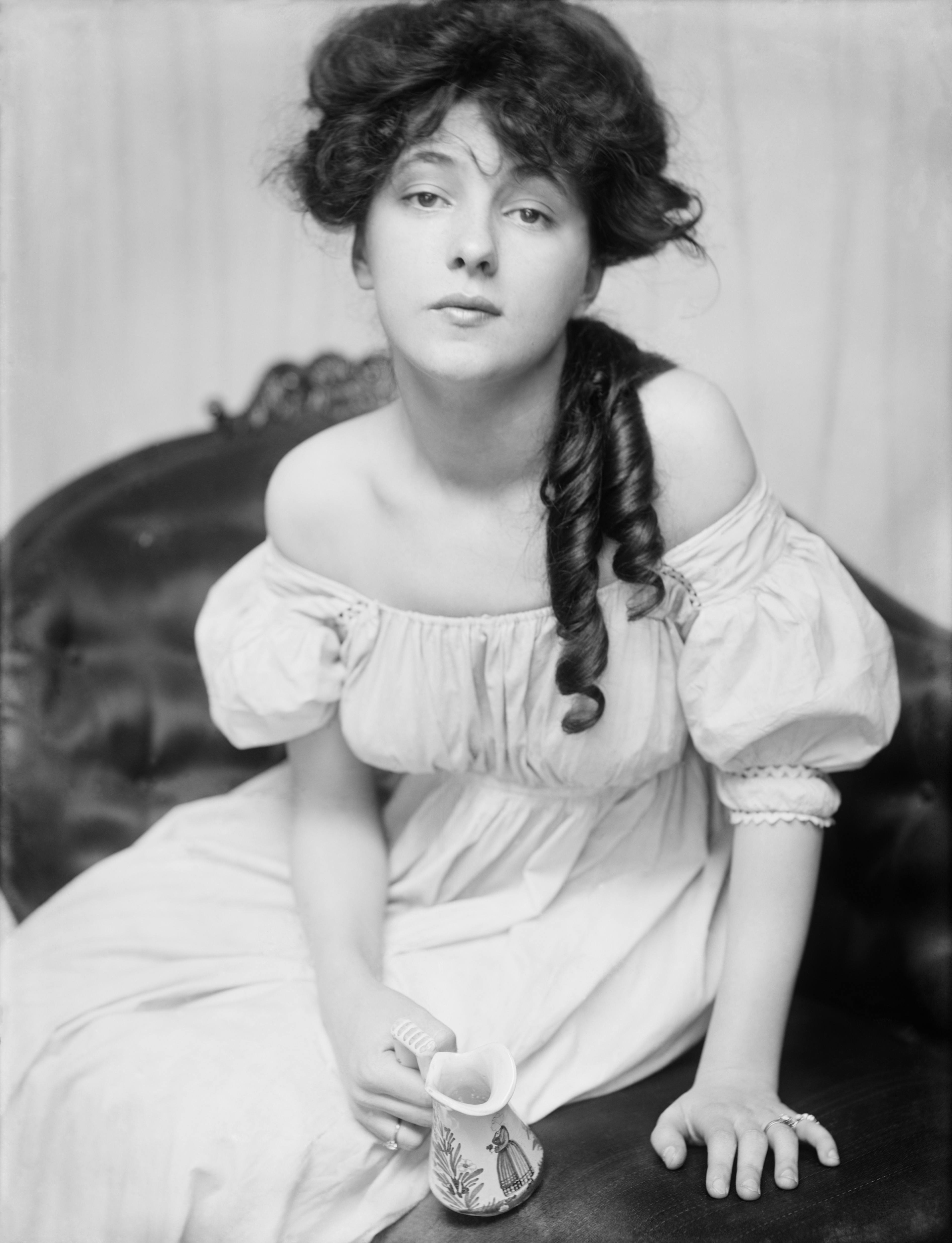
Evelyn Nesbit

### Relación
Thaw había presenciado The Wild Rose, un espectáculo en el que Evelyn Nesbit, una popular modelo para artistas y chica de coro, tenía un papel destacado. Impresionado, asistió a unas 40 representaciones durante la mayor parte del año. A través de un intermediario, finalmente organizó una reunión con Nesbit, presentándose como "el Sr. Munroe". Thaw mantuvo este subterfugio, con la ayuda de sus cómplices, mientras agasajaba a Nesbit con regalos y dinero antes de estar seguro de que era el momento adecuado para revelar su verdadera identidad. Llegó el día en que se presentó ante Nesbit y anunció con energía: "No soy Munroe". . . ¡Soy Henry Kendall Thaw, de Pittsburgh!"
Cuando se enteró de la propuesta, el arquitecto Stanford White advirtió a Nesbit de que se mantuviera alejada de Thaw, convencido de que nunca podría gustarle a la joven. Sin embargo, sus advertencias no entraron en los detalles sórdidos que habrían alertado a Nesbit del peligro real que podría correr. Un presunto ataque de apendicitis llevó a Nesbit al hospital, y le dio a Thaw la oportunidad de introducirse de lleno en su vida. Llegó con regalos y elogios, logrando impresionar tanto a la madre de Nesbit como a la directora del internado en el que Nesbit convalecía. Más adelante, bajo las órdenes de Stanford White, Nesbit fue trasladada a un sanatorio en el estado de Nueva York, donde White y Thaw la visitaban a menudo, aunque nunca al mismo tiempo. 
Thaw convenció a madre e hija de que un viaje de placer por Europa aceleraría la recuperación de la cirugía de Nesbit. Sin embargo, el modo agitado de viajar habitual de Thaw se convirtió en un itinerario sin fin, calculado para debilitar la capacidad de recuperación emocional de Nesbit, agravar su fragilidad física y desconcertar y agotar a la señora Nesbit. A medida que aumentaban las tensiones, madre e hija comenzaron a discutir y pelearse, lo que llevó a que Nesbit insistiera en que su madre regresara a los Estados Unidos. Después de haberla alejado de su madre, Thaw se llevó a Nesbit a París, dejando a la señora Nesbit en Londres.
En París, Thaw continuó presionando a Nesbit para que se convirtiera en su esposa, pero ella se negó de nuevo. Consciente de la obsesión de Thaw por la castidad femenina, no podía aceptar sin remordimientos su propuesta de matrimonio sin revelarle la verdad de su relación con Stanford White. Lo que ocurrió a continuación, según Nesbit, fue un maratoniano interrogatorio digno de la inquisición, durante el que Thaw logró extraer todos los detalles de esa noche: la manera en la que la emborrachó con champán, y cómo cuando yacía ebria e inconsciente, White "se salió con la suya". A lo largo del interrogatorio, Nesbit se mostró llorosa e histérica; mientras que Thaw quedó tan excitado como gratificado por sus respuestas, aprovechando la situación para seguir enfrentando a Nesbit con su madre, acusando a esta última de su incapacidad como progenitora, a pesar de que Nesbit se responsabilizaba a sí misma de la situación por no haberla escuchado.
Thaw y Nesbit viajaron por Europa, realizando un extraño recorrido por lugares dedicados al culto de vírgenes mártires. En Domrémy, Francia, el lugar de nacimiento de Juana de Arco, Thaw dejó una reveladora inscripción en el libro de visitas: "Juana de Arco no habría sido virgen si Stanford White hubiera existido".
Thaw llevó a Nesbit a un castillo, el Schloss Katzenstein en el Tirol austriaco, una construcción gótica situada cerca de la cima de una montaña. Envió a los tres sirvientes (mayordomo, cocinero y sirvienta) al otro extremo del castillo, y convirtió a Nesbit en su prisionera: maníaco y violento, la golpeó con un látigo y la agredió sexualmente durante un período de dos semanas. A continuación, se disculpó por lo sucedido, y de una manera incongruente después de lo que acababa de suceder, estaba en un excelente estado de ánimo.

#### Matrimonio
Thaw había perseguido a Nesbit obsesivamente durante casi cuatro años, presionándola continuamente para que se casaran. Ansiando estabilidad financiera en su vida, e ignorando el demencial comportamiento de su pretendiente, Nesbit finalmente aceptó convertirse en su esposa. Se casaron el 4 de abril de 1905. Fue el propio Thaw quien eligió el vestido de novia: evitando el tradicional vestido blanco, la vistió con un traje de viaje negro decorado con un adorno marrón.
Los dos se instalaron en Lyndhurst, la mansión en Pittsburgh de la familia Thaw. En los años siguientes, Nesbit tomó conciencia de lo que era la vida en el hogar de los Thaw, una familia cualquier cosa menos intelectual, con un sistema de valores superficial y egoísta.
Al haberse imaginado una vida de viajes y diversiones, Nesbit despertó bruscamente frente a una realidad marcadamente diferente: una casa gobernada por la santurrona mano de la "matriarca Thaw". Harry entró en la esfera de influencia de su madre, aparentemente sin protestas, adoptando la postura de un hijo y esposo piadoso. Fue en este momento cuando Thaw inició una fervorosa campaña para desacreditar ante la opinión pública a Stanford White, en correspondencia con el reformador Anthony Comstock, un infame cruzado por la probidad moral y la represión del vicio. Debido a esta actividad, Thaw se convenció a sí mismo de que estaba siendo acosado por miembros de la famosa banda de Monk Eastman, contratados por White para matarlo. Comenzó a llevar una pistola, y Nesbit posteriormente corroboraría la obsesión de su marido al respecto: "[Thaw] imaginó que su vida estaba en peligro debido al trabajo que estaba haciendo en relación con las sociedades de vigilancia y las revelaciones que había hecho a esas sociedades sobre los acontecimientos que se producían en el piso de White".

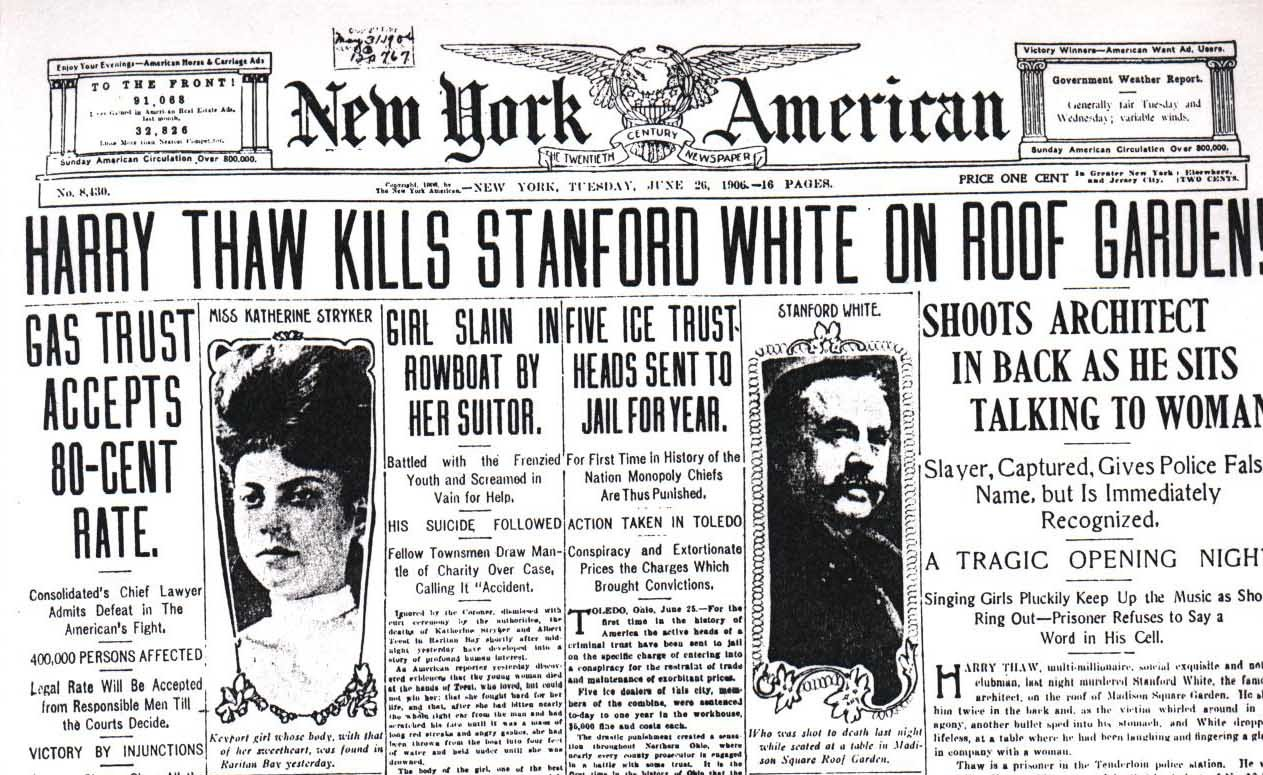
New York American del 26 de junio de 1906

## El asesinato de Stanford White
Se conjetura que Stanford White no estaba al tanto de los deseos de venganza de Thaw, acumulados durante largo tiempo. White consideraba a Thaw como un fanfarrón de poca monta, lo categorizó como un payaso y, lo más revelador, lo llamó el "pug de Pensilvania", una referencia a los rasgos de la cara de niño de Thaw.
El 25 de junio de 1906, fue un día extraordinariamente caluroso. Thaw y Nesbit se detuvieron brevemente en Nueva York antes de abordar un barco de lujo con destino a unas vacaciones en Europa. Thaw había comprado entradas para sí mismo, para dos de sus amigos y para su esposa, para ver un nuevo espectáculo, Mam'zelle Champagne, que se representaba en el teatro de la azotea del Madison Square Garden. A pesar del calor sofocante, que no disminuyó con la caída de la noche, sorprendentemente, Thaw se puso sobre su esmoquin un largo abrigo negro, que se negó a quitarse durante toda la velada.
A las once de la noche, cuando el espectáculo en el escenario estaba llegando a su fin, apareció Stanford White, tomando su lugar en la mesa que habitualmente estaba reservada para él. Thaw había estado agitado toda la noche, y moviéndose repetidamente en su propia mesa durante la actuación. Detectando la llegada de White, Thaw intentó acercarse a él varias veces, pero acababa retirándose dubitativamente. Durante el número final, "I Could Love A Million Girls", Thaw sacó una pistola y, a unos 50 cm de distancia de su objetivo, disparó tres tiros a Stanford White y lo mató al instante. Parte de la cara cubierta de sangre de White fue arrancada por los disparos, y el resto de sus rasgos eran irreconocibles, ennegrecidos por la pólvora. Thaw permaneció de pie sobre el cuerpo caído de White, mostrando el arma en el aire, proclamando rotundamente, según los informes de los testigos, "¡Lo hice porque arruinó a mi esposa!¡Se aprovechó de ella cuando era una niña y luego la abandonó!" (El testigo clave admitió que no estaba completamente seguro de haber escuchado a Thaw correctamente, que podría haber dicho "arruinó mi vida" en lugar de "arruinó a mi esposa" -estas dos palabras, life y wife, se parecen mucho fonéticamente en inglés-)
La multitud inicialmente sospechó que el tiroteo podría ser parte del espectáculo, ya que bromas muy eleboradas eran por entonces populares entre la alta sociedad. Sin embargo, pronto se hizo evidente que Stanford White estaba muerto. Thaw, aún blandiendo el arma por encima de su cabeza, caminó entre la multitud y se encontró con Evelyn en el ascensor. Cuando ella le preguntó qué había hecho, él supuestamente respondió: "Todo está bien, probablemente te salvé la vida".

## Juicio

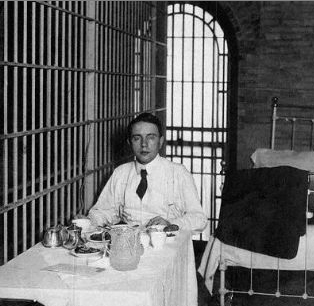
Thaw en la celda de la cárcel en "Murderers 'Row", en el Presidio de Tombs

Thaw fue acusado de asesinato en primer grado y se le negó la libertad bajo fianza. Apareció en la foto de un periódico en la prisión de The Tombs, sentado en una mesa perfectamente preparada, degustando la comida servida por el restaurante Delmonico. En el fondo de la imagen se aprecian evidencias adicionales del tratamiento preferencial que su influencia y su dinero le proporcionaron en la cárcel. Durante su encierro, durmió en una cama de latón. Eximido de usar el traje de los presos, se le permitió vestir su propia ropa a medida. El médico de la cárcel fue inducido a permitirle tomar una ración diaria de champán y de vino. En su celda de la cárcel, en los días posteriores a su arresto, se informó de que Thaw había escuchado voces celestiales de muchachas jóvenes que lo llamaban, lo que interpretó como un signo de aprobación divina. Estaba en un estado de euforia, convencido de que el público aplaudiría al hombre que había librado al mundo de la amenaza de Stanford White.

### "El Juicio del Siglo"
Tan pronto como la mañana siguiente al tiroteo, la cobertura de noticias se volvió caótica e implacable, y avanzó con un impulso imparable. Cualquier persona, lugar o evento, sin importar cuán tangencial fuese con respecto al incidente, era asumido por los reporteros y se aireaba como una primicia de gran interés periodístico. Los hechos eran escasos, pero el reportaje sensacionalista abundaba en ellos, en pleno apogeo del periodismo sensacionalista. Los duros reporteros masculinos de la prensa amarilla fueron reforzados por un contingente de réplicas femeninas, bautizadas como las "Sob Sisters". Su cometido era redactar artículos de interés humano, cargados de sentimentalismo y melodrama, pensados para exaltar las emociones. El interés desenfrenado por el asesinato de White y sus personajes clave fueron utilizados tanto por la defensa como por la fiscalía para manipular a los reporteros con cualquier "primicia", convenientemente aireada para obtener una posición ventajosa ante la opinión pública. La madre de Thaw, como era su costumbre, preparó su propia máquina de publicidad a través de cuantiosos pagos. La oficina del fiscal de distrito asumió los servicios de una firma de relaciones públicas de Pittsburgh, McChesney y Carson, respaldando una campaña de difamación dirigida a desacreditar a Thaw y a su esposa Evelyn. Por su parte, los periódicos de Pittsburgh mostraban titulares melodramáticos, como: "Mujer cuya belleza deletreaba muerte y ruina".
Solamente una semana después del asesinato, se estrenó una película de Nickelodeon producida por Edison, titulada Rooftop Murder.

### Estrategia de defensa
El principal problema en el caso fue la cuestión de la premeditación. El formidable fiscal del distrito, William Travers Jerome, inicialmente prefirió no llevar el caso a juicio por haber declarado a Thaw legalmente demente, con un doble propósito: por un lado, ahorrar tiempo y dinero a los contribuyentes; y por otro lado, evitar el escándalo que sin duda se generaría a partir de las revelaciones hechas durante el testimonio en el estrado de los testigos, revelaciones que amenazaban con desacreditar a muchas personas de alto nivel social. El primer abogado defensor de Thaw, Lewis Delafield, estuvo de acuerdo con la posición del fiscal, al ver que una declaración de demencia era la única manera de evitar una sentencia de muerte para su cliente. Thaw despidió a Delafield, convencido de que su abogado pretendía "encarrilarlo al Hospital para Criminales Dementes de Matteawan, como un pobre medio loco sacrificado al servicio de los intereses de una mujer disoluta".
La madre de Thaw, sin embargo, insistió en que su hijo no sería estigmatizado por un diagnóstico clínico de locura, y presionó para que la defensa siguiera una estrategia de compromiso, alegando locura temporal. Consciente de la locura en su lado de la familia, y después de años de proteger la vida oculta de su hijo, temía que el pasado de Harry Thaw saliese a la luz, listo para el escrutinio público. La protección de la reputación de la familia Thaw se había convertido en nada menos que una cruzada vigilante para la madre de Thaw. Procedió a contratar a un equipo de médicos, a un costo de medio millón de dólares, para demostrar que el asesinato cometido por su hijo constituía un acto aberrante aislado.
Posiblemente fomentado por la prensa amarilla en concierto con los abogados de Thaw, la estrategia de la defensa alegando locura temporal fue dramatizada, convirtiéndola en un fenómeno exclusivamente estadounidense. Con el nombre de "demencia americana", esta frase englobaba la prerrogativa masculina de vengar a cualquier mujer cuya castidad sagrada hubiera sido violada. En esencia, se argumentaba que el asesinato motivado por tal circunstancia era el acto de un hombre justificadamente desequilibrado.

### Los dos juicios
Harry Thaw fue juzgado dos veces por el asesinato de Stanford White. Debido a la cantidad inusual de publicidad que había recibido el caso, se ordenó que los miembros del jurado fueran aislados, siendo la primera vez en la historia de la jurisprudencia estadounidense que se ordenó tal restricción. El proceso judicial comenzó el 23 de enero de 1907 y el jurado entró en deliberación el 11 de abril. Después de cuarenta y siete horas, los doce miembros del jurado no llegaron a un acuerdo unánime. Siete habían votado culpable, y otros cinco consideraron que no lo era. Thaw se indignó de que en el juicio no se hubiera reivindicado el asesinato, de que los jurados no lo hubieran reconocido como el acto de un hombre caballeroso que defendía la inocencia femenina. Sufrió ataques con convulsiones y llanto cuando consideró la posibilidad muy real de que lo declararan demente y lo encarcelaran en una institución psiquiátrica de por vida. El segundo juicio tuvo lugar desde enero de 1908 hasta el 1 de febrero de 1908.
En el segundo juicio, Thaw alegó locura transitoria. Esta estrategia legal fue desarrollada por su nuevo abogado defensor, Martin W. Littleton, a quien Thaw y su madre habían contratado por 25.000 dólares. Thaw fue declarado inocente debido a la locura transitoria, y se le condenó a prisión perpetua en el Hospital Estatal de Matteawan para Criminales Mentalmente Insanos de Fishkill, Nueva York. Su riqueza le permitió mejorar las condiciones de su estancia en el hospital y recibir privilegios de los que no disfrutaba el resto de reclusos de Matteawan. 
Nesbit había testificado en ambos juicios. Se conjetura que los Thaw le prometieron un cómodo futuro financiero si proporcionaba un testimonio favorable en el juicio. Fue un acuerdo condicionado: si el resultado era negativo, no recibiría nada. Distintos rumores sostuvieron que el monto del dinero que se le prometió por su cooperación oscilaba entre 25.000 y 1.000.000 de dólares. Nesbit ahora era muy consciente de que cualquier solicitud o amabilidad mostrada por Thaw se basaba en la importancia de su declaración en el estrado de testigos. Debía presentar un lastimoso cuadro de inocencia, traicionado por el lascivo Stanford White. Thaw sería el caballero blanco cuyo acto noble y valeroso había vengado la ruina de su esposa. A lo largo de los prolongados procedimientos judiciales, Nesbit recibió apoyo financiero de los Thaw. Estos pagos, hechos a través de los abogados de la familia, habían sido inconsistentes y lejos de poder considerarse generosos. Después del final del segundo juicio, los Thaw virtualmente abandonaron a Nesbit, cortando todos los fondos. Sin embargo, en una entrevista que el nieto de Nesbit, Russell Thaw, concedió al periódico Los Angeles Times en 2005, manifestó que su abuela podría haber recibido 25.000 dólares de la familia Thaw, después del final del segundo juicio. Nesbit y Thaw se divorciaron en 1915.

#### Maniobras legales: presiones para obtener la libertad
Inmediatamente después de su internamiento en el hospital psiquiátrico de Matteawan, Thaw reunió un potente equipo legal con la misión de que lo declararan cuerdo. El proceso legal fue prolongado. 
En julio de 1909, los abogados de Thaw intentaron que su cliente fuera liberado de Matteawan en un escrito de habeas corpus. Dos testigos clave para el estado dieron testimonio en la audiencia en detrimento de la defensa. La casera de Thaw, Susan "Susie" Merrill, relató una cronología de las actividades de su inquilino durante el período de 1902 a 1905. Merrill había alquilado apartamentos en dos lugares separados a Thaw, quien utilizó un nombre falso y se presentó a sí mismo como agente teatral. Posteriormente llevó allí a chicas muy jóvenes, abusó físicamente de ellas y las aterrorizó emocionalmente. Los informes periodísticos especularon sobre un objeto citado por Merrill, un "látigo enjoyado" que daba a entender lo que sucedía en el piso. Un abogado de Thaw, Clifford Hartridge, corroboró la historia de Merrill, identificándose como el intermediario que manejó los pagos, unos 30.000 dólares, entregados por Thaw a Merrill y a diversas mujeres para que se mantuvieran en silencio. El 12 de agosto de 1910, el tribunal desestimó la petición y Thaw fue devuelto a Matteawan. El juez que presidía el tribunal escribió: "... el peticionario sería peligroso para la seguridad pública y se ve afectado por un problema de locura crónico".
Decidido a escapar de su confinamiento, en 1913 consiguió salir del hospital a pie, y fue trasladado atravesando la frontera canadiense hasta Sherbrooke, Quebec. Es posible que la fuga fuera organizada por su madre, acostumbrada durante años a sacar a su hijo de las situaciones más comprometidas. Su abogado, William Lewis Shurtleff, intentó por todos los medios evitar la extradición a los Estados Unidos de Thaw. Entre los abogados que lo defendieron, figuraba Louis St. Laurent, futuro primer ministro de Canadá. Thaw finalmente tuvo que abandonar Canadá, siendo conducido en verano a Mount Madison House, en Gorham, Nuevo Hampshire, permaneciendo bajo la vigilancia del Sheriff Holman Drew, y en diciembre de 1914 fue extraditado a Nueva York, donde fue capaz de asegurarse la celebración de un nuevo juicio para establecer si todavía tenía que ser considerado un demente. El 16 de julio de 1915, el jurado dictaminó que ya no era un demente, y se le puso en libertad.
Durante los dos juicios por asesinato, así como después de su fuga del Hospital de Matteawan, una gran parte del público, seducido por las exageraciones propagadas por la prensa, llegó a considerar justificable el asesinato de White a manos de Thaw. Se escribieron numerosas cartas a los periódicos, considerándole como un defensor de la "femineidad de la mujer americana". Incluso se publicó la partitura de una pieza musical sobre el caso titulada: "Para Mi Mujer y Mi Casa".
Poco después de la decisión del tribunal, The Sun, en julio de 1915, sopesó con su propia valoración el sistema judicial en el caso Thaw: "En todo este nausebundo asunto, no sabemos qué llama más la atención, si un pervertido comprando su libertad, o los estúpidos pervertidos que lo vitorean."
Después de la fuga de Matteawan, Evelyn Nesbit había expresado sus sentimientos acerca del embrollo más reciente de su marido: "Se escondió detrás de mis faldas durante los dos juicios, y no me quedaré con él de nuevo. No voy a dejar que los abogados arrojen más barro sobre mí."

## Arresto por agresión

New York Times, 12 de enero de 1917

En 1916, Thaw fue inculpado de secuestrar, golpear y agredir sexualmente a Frederick Gump, un joven de diecinueve años de Kansas City. Su relación con el muchacho databa de diciembre de 1915, cuando se propuso ganarse la confianza de la familia Gump, y una vez lograda, les propuso hacerse cargo del muchacho en Nueva York, bajo el pretexto de matricularle a sus expensas en el Instituto Carnegie. Reservó habitaciones en el Hotel McAlpin, a la espera de que Gump llegara. En un artículo del New York Times del 12 de enero de 1917, titulado "Harry K. Thaw comienza la caza de chicos a latigazos", se informaba de que Gump tuvo que enfrentarse en la habitación del hotel a "Thaw, armado con un látigo corto que utilizó contra él." Después de agredir a Gump, huyó a Filadelfia, con la policía buscándole. Al ir a ser detenido, pretendió suicidarse cortándose la garganta. Inicialmente, intentó sobornar a la familia Gump, ofreciendo pagarles medio millón de dólares si retiraban todos los cargos criminales contra él. Finalmente, Thaw fue arrestado, encarcelado y juzgado. Considerado de nuevo demente, fue confinado en el Asilo de Kirkbride en Filadelfia, donde permaneció sometido a estrictas medidas de seguridad. Declarado de nuevo mentalmente sano, recuperó su libertad en abril de 1924. Su reseña necrológica, publicada en The New York Times el día después su muerte en 1947, implicaba que la madre de Thaw y la familia Gump habían llegado a un acuerdo monetario.

## Hijos
Evelyn Nesbit dio a luz un hijo, Russell William Thaw, el 25 de octubre de 1910, en Berlín, Alemania. Siempre mantuvo que era el hijo biológico de Thaw, concebido durante una visita conyugal mientras estaba recluido en Matteawan. Thaw, a lo largo de toda su vida, negó su paternidad.

## Vida posterior
En 1924, Thaw compró una casa histórica, conocida como Kenilworth, en Clearbrook, una comunidad agrícola en el condado de Frederick, Virginia. Mientras vivía en Kenilworth, se enojó con los lugareños, se unió a la Compañía de Bomberos Rouss e incluso marchó en algunos desfiles locales con su uniforme de bombero. Los ciudadanos de Clearbrook lo consideraban un excéntrico, pero no parece haber tenido otros problemas legales. 
En 1926 publicó un libro de memorias titulado The Traitor, escrito para vindicar su asesinato de Stanford White. Nunca se arrepintió de lo que había hecho, y veinte años después de haber quitado la vida a White, dijo: "Bajo las mismas circunstancias, lo mataría mañana".
A finales de la década de 1920, Thaw entró en el negocio de producción de películas, con sede en Long Island. Su plan inicial era hacer comedias cortas e historias sobre espiritistas falsos. En 1927, contrató a John S. Lopez y al autor de historias de detectives Arthur B. Reeve para una serie de escenas centradas en el tema del espiritismo fraudulento. Esta asociación generó una demanda contra Thaw, quien se negó a pagar a sus colaboradores por el trabajo de guion que habían realizado. Rechazando la idea original, concibió un proyecto para filmar la historia de su propia vida. Afirmó, por lo tanto, que el acuerdo original ya no era válido y que no tenía ninguna obligación financiera para con sus socios. En última instancia, en 1935, se dictó un fallo legal contra Thaw y a favor de Lopez por un monto de 35.000 dólares.
En 1944, Thaw vendió la casa de Kenilworth y se mudó a Florida.

## Muerte
Thaw murió de un ataque al corazón en Miami, Florida, el 22 de febrero de 1947, a la edad de 76 años. A su muerte, dejó un patrimonio con un valor estimado de 1 millón de dólares (equivalente a unos 14 millones en 2018). En su testamento, dejó a Evelyn Nesbit un legado de 10.000 dólares (unos 136.000 en 2018), aproximadamente el 1% de su patrimonio neto. Fue enterrado en el cementerio de Allegheny en Pittsburgh .

## En la cultura popular
- The Girl in the Red Velvet Swing, una película de 1955 en la que Farley Granger interpretó a Thaw.[63]
- La novela de ficción histórica de 1975, Ragtime, de E. L. Doctorow. 
  - La película de 1981 Ragtime, basada en la novela, en la que White fue interpretado por Norman Mailer, Thaw por Robert Joy, y Nesbit por Elizabeth McGovern.[64]
  - El musical Ragtime de 1996, basado en la novela.[65]
- "Dementia Americana" - un largo poema narrativo de Keith Maillard (1994, ISBN 9780921870289)
- El hombre en la luna de mi Amor, una obra de Don Nigro (ISBN 9780573642388)[66]
- La interpretación de un asesinato (2006, ISBN 9780805080988), una novela de Jed Rubenfeld en la que aparece un Thaw ficticio.

## Lecturas relacionadas
- Collins, Frederick L. Glamorous Sinners (1932).
- Geary, Rick. Madison Square Tragedy: The Murder of Stanford White (2011).
- Langford, Gerald. The Murder of Stanford White (2011).
- Lessard, Suzannah. The Architect of Desire: Beauty and Danger in the Stanford White Family (1997).
- Mooney, Michael Macdonald. Evelyn Nesbit and Stanford White: Love and Death in the Gilded Age (1976).
- Samuels, Charles. The Girl in the Red Velvet Swing (1953).
- Thaw, Evelyn Nesbit. The Story of My Life (1914).
- Thaw, Evelyn Nesbit. Prodigal Days (1934).
- Thaw, Harry K. The Traitor (1926).